# ルイ・イジドール・デュプレ

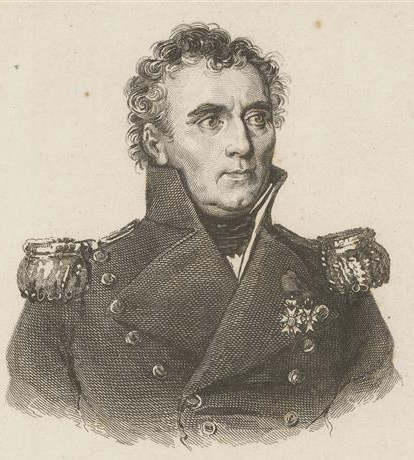
ルイ・イジドール・デュプレ

ルイ・イジドール・デュプレ（Louis Isidore Duperrey、1786年10月22日 - 1865年8月25日）はフランスの海軍士官、探検家である。1822年から1825年の間に行われたコキーユ号（La Coquille）の探検航海の船長を務めた。

## 略歴
パリで生まれた。1803年に16歳でフランス海軍に入った。ナポレオン戦争ではバルカン方面などで戦い、1811年にイタリア、トスカーナ沿岸の水路測量の任務についた。1817年から1820年の間に行われたルイ・ド・フレシネが率いたウラニー号（Uranie）の世界周航探検航海に海洋測量隊員として参加しサン＝ルイ勲章を受勲した。1821年に大尉に昇進した。
ウラニー号に続く世界探検航海が計画され、デュプレがコキーユ号（La Coquille）の船長に選ばれ、副官はジュール・デュモン・デュルヴィルが務めた。56人の隊員が選ばれ、博物隊員は軍人の中から選ばれ、デュルヴィルが植物学と昆虫学分野、船医のプロスペル・ガルノーと薬剤師のルネ＝プリムヴェール・レッソンが動物学分野、デュプレは、物理学、水路学の分野を担当した。
1822年8月11日にトゥーロンを出発し454日の航海で、チリとペルーの海岸、太平洋の島、ニュージーランド、ニューギニア、オーストラリア、フォークランド諸島で多くの博物学的標本を収集して帰還した。1926年にコキーユ号はアストロラブ号と改名され（太平洋の探検航海を行った後、行方不明となったラ・ペルーズ伯の艦隊の船の船名を引き継いた）デュルヴィルが船長となってニュージーランドの測量航海を行った。
コキーユ号の探検航海の成果は"Voyage autour du monde exécuté par la corvette la Coquille"として出版された。

## Voyage autour du mondeの図版

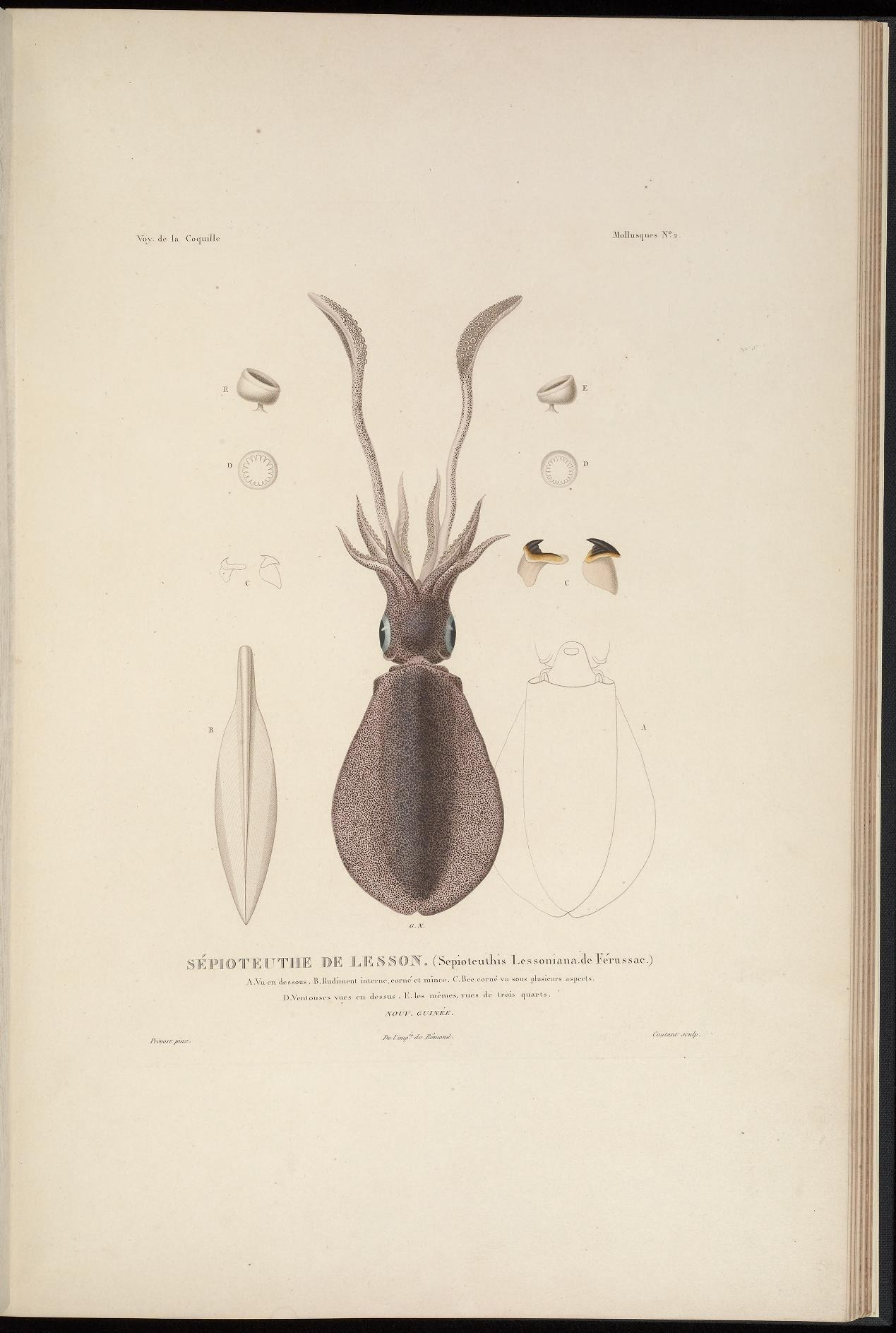